# ثعلب فضي

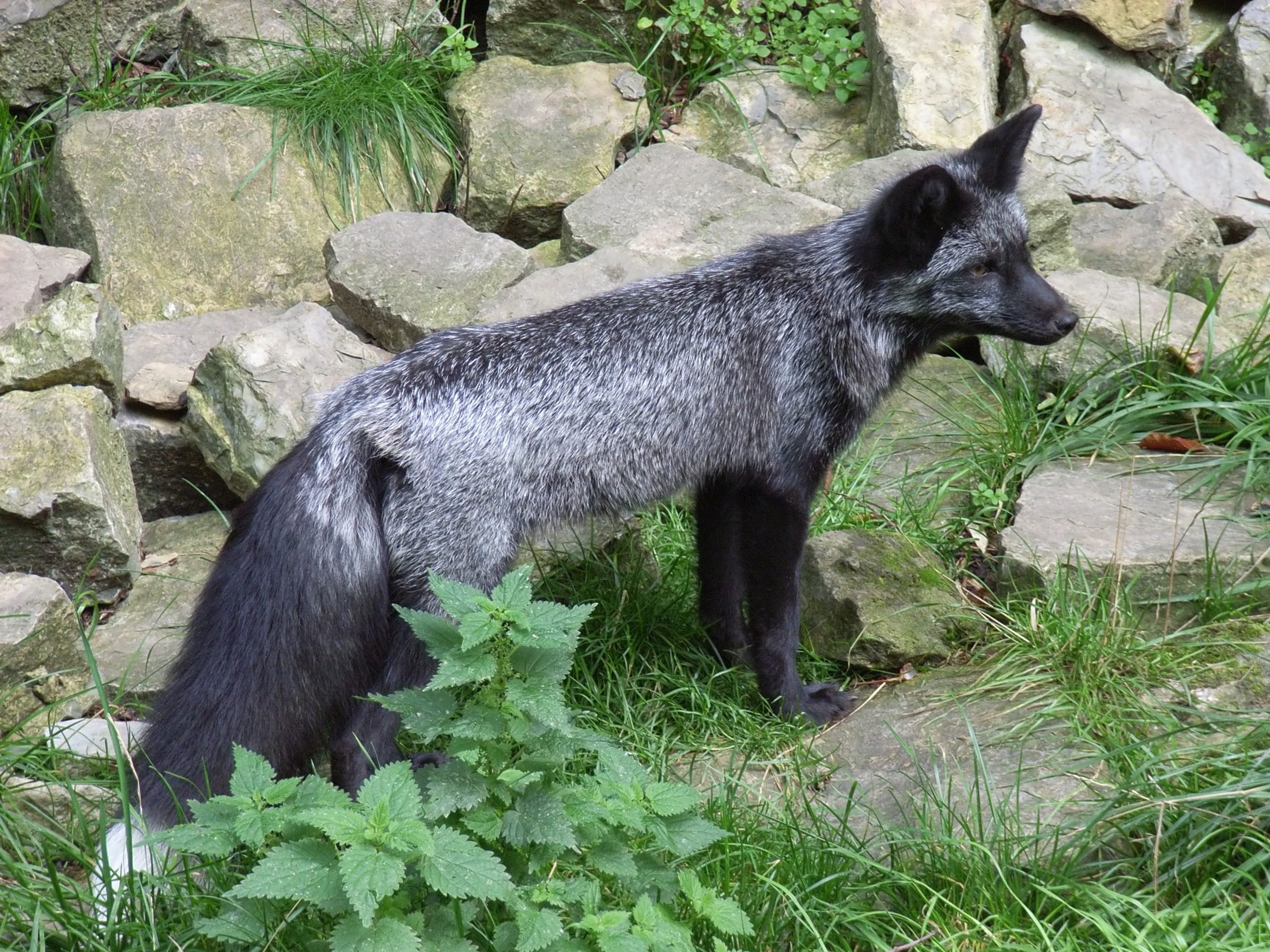
ثعلب فضي

الثعلب الفضي (Vulpes argentata) هو نوع اسود اللون من الثعلب الاحمر (الـثعلبيات). الثعلب الفضي يعرض قدرا كبيرا من التباين في الفراء: بعضها سوداء كليا عدا بعض النهايات البيضاء للشعرات في الذيل، وبعضها رمادي مزرق، بعضها لديها اطراف بلون الرماد. تاريخيا، الثعالب الرمادية كانت من بين أكثر الحيوانات ذات الفراء ثمنا، وجلودها كانت تُرتدى من قبل النبلاء في روسيا، أوروبا الغربية، والصين. الثعالب الفضية الوحشية لا تتكاثر بشكل طبيعي مع افراد من نفس اللون، وقد تتكاثر مع الثعالب الحمراء، لذا فإن التجمعات الموجودة منه اكثرها تُربى في مجموعات منفصلة منتخبة بحسب الوانها.

## الوصف

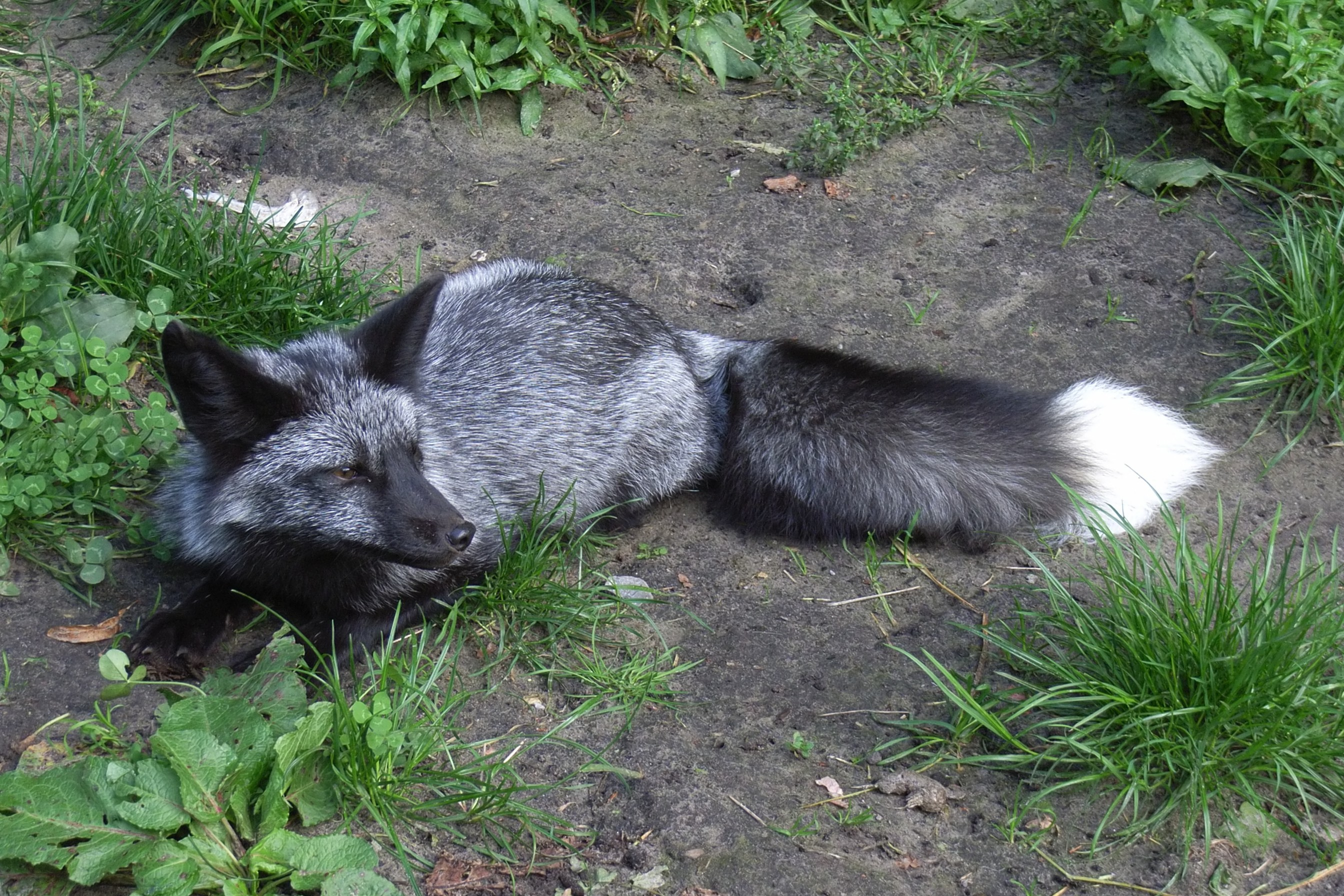
ثعلب فضي بالغ

الطول القياسي لجسم الثعلب هو 60-90 سم ، والذيل الضخم يمكن أن يصل إلى 60 سم ، والحيوان يزن حوالي 22 كجم. يمكن أن يكون لون فرو الثعلب الفضي مختلفًا. بعض الثعالب مغطاة بالكامل بفراء أسود كثيف ، فقط نهاية الذيل تبقى بيضاء. هناك أفراد بظلال من الصوف باللونين الأزرق والبني ، ولون الرماد الرمادي على الجانبين.
في الصيف ، يصبح فرو الثعالب الفضية أقصر وأرق. يبدأ Molting بحلول نهاية فبراير أو أوائل مارس ويتوقف في منتصف يوليو. في المستقبل ، يصبح الفراء أكثر كثافة وسمكًا ، لذلك فإن جسد الثعالب الفضية سوف يستعد للبرد. الثعلب الفضي ، مثله مثل الثعالب الأخرى ، له آذان كبيرة ، حساسة للغاية لأصغر الأصوات ، مما يساعد المفترس في الصيد.
تعمل الأنواع الصغيرة من الحيوانات كغذاء للثعلب الفضي. إنها تعرف كيف تصطاد جيدًا ، وتتنكر بمهارة ، بفضل قدرتها على التحمل ، وهي قادرة على مطاردة الضحية لساعات. بصفتها منعزلة ، تشكل الثعالب أزواجًا فقط في الخريف والربيع ، وقت التزاوج. تربى أمهاتهم أشبال الثعالب الفضية ، وستعلمهم طيلة أشهر الصيد وتزويدهم بالطعام